# Hermes Marcondes Lourenço
Hermes Marcondes Lourenço (Itapeva-SP, 04 de Março de 1973), por vezes creditado como Hermes M. Lourenço ou ainda Hèrmes Lôurenço, é um médico e escritor brasileiro.
Membro da Academia Brasileira de Médicos Escritores (ABRAMES), da Sociedade Brasileira de Médicos Escritores, da Academia de Letras de Goias e da Academia de Letras do Brasil (Seccional Araraquara), Hermes é, conforme a Revista Divulga Escritor, "o mestre nacional do suspense".
Já participou, como palestrante, de alguns dos principais festivais de literatura do país, como Bienal do Livro de Minas Gerais de 2016 e Salão do Livro Infantil e Juvenil de Minas Gerais de 2019.

## Obras Publicadas
Acadêmicos - Medicina
- 2002 - Medicina e Parapsicologia - Uma União Fundamental [Editora Graph Set]
- 2015 - Guia de Emergências Traumáticas e Clínicas (co-autor) [Editora letramento]

Literatura
| Ano  | Título do Livro | Gênero             | Editora (Selo)                                                        | ISBN/ASIN     | Ref.                 |
| ---- | --- | ------------------ | --------------------------------------------------------------------- | ------------- | -------------------- |
| 2005 | Porto Calvário | Romance            | Editora Sotese RJ                                                     | 8588320428    | [ 12 ]               |
| 2010 | O Enigma do Fogo Sagrado ─ Livro I: A Irmandade da Rosa Branca                                                                        | Suspense/Ficção    | Editora Novo Século (Coleção Novos Talentos da Literatura Brasileira) | 9788576793625 | [ 4 ] [ 13 ]         |
| 2011 | Contos para Refletir (E-book) | Contos/Crônicas    | Editora Kells (Amazon – Independente)                                 | ‎ B005804WLK   |                      |
| 2011 | Faces de Um Anjo | Suspense/Ficção    | Editora dracaena / Grupo Editorial Oxigênio                           | 9788564469594 | [ 14 ]               |
| 2012 | A Conspiração Vermelha | Suspense/Ficção    | Editora dracaena / Grupo Editorial Oxigênio                           | 9788582180396 |                      |
| 2013 | The Red Conspiracy | Suspense/Ficção    | Amazon                                                                | B00G2EX6XG    |                      |
| 2014 | O Último Pedido | Romance            | Editora letramento                                                    | 9788568275115 |                      |
| 2015 | A Hora da Bruxa | Suspense/Ficção    | Editora letramento                                                    | 9788568275467 | [ 9 ]                |
| 2016 | Dicas Para Autores Iniciantes: um guia para quem está começando a se aventurar pelo mercado editorial (co-autoria com Elaine Velasco) | Técnico/Científico | Editora Olimpo                                                        | 9788559460001 |                      |
| 2019 | O Duende: Pacto de Sangue | Suspense/Ficção    | Editora letramento                                                    | 9788595302365 | [ 10 ] [ 11 ] [ 15 ] |
| 2022 | O Retrato de Camille Claire | Suspense/Ficção    | Grupo Editorial Letramento                                            | 9786559321681 |                      |
| 2022 | A Arte de Escrever – Do Esboço às Livrarias                                                                                           | Técnico/Científico | Grupo Editorial Letramento                                            | 9786559321704 |                      |

Escritos incluídos em outros projetos
- Conto “Um processo de amor” transformado em um vídeo de curta-metragem pela Oficina Tela Brasil Itapeva[16]
- Poesia "Criança Sem-Teto", incluído no livro "Sono dos Homens", do concurso "1987 - Ano Internacional dos SEM-TETO"[17]
- Conto “Navio Fantasma”, publicado na antologia Outras Águas, da Edições Agiraldo[13]
- Conto “O Lago”, publicado na antologia de poesias contos e crônicas da All Print Editora, especial para XIV Bienal do Livro – RJ[13]
- Conto “Trabalhador”, incluído na antologia I Prêmio Literário Trabalhador Brasileiro, da Fundação Instituto do Livro de Ribeirão Preto;
- Conto “Outras Águas”, incluído na antologia XXIII Concurso Internacional Literário - Jubileu de Ouro SOBRAMES
- Soneto “Descontentamento”, incluído na antologia “Um Soneto Para Machado de Assis”, Litteris editora[18].
- Conto “Transparências”, incluído na antologia “O Beijo: Antologia Literária”, da Litteris editora[19].
- Conto “A Fada”, incluído na antologia “Antologia de Poesias, Contos e Crônicas da All Print Editora”, Especial XIV Bienal do Livro Rio
- Conto “O Ladrão de Sonhos”, incluído na antologia “Cidade – Verso e Prosa (Volume V)”.

## Prêmios e Indicações
| Ano  | Prêmio                                                     | Categoria                                     | Trabalho Indicado                                                            | Resultado         | Ref.                 |
| ---- | ---------------------------------------------------------- | --------------------------------------------- | ---------------------------------------------------------------------------- | ----------------- | -------------------- |
| 2007 | Prêmio Luís António Pimentel                               | I Concurso Nacional de Literatura Arti-Manhas | Conto “As Trinta Moedas de Prata”                                            | Medalha de Bronze | [ 13 ] [ 20 ] [ 21 ] |
| 2011 | XXIII Concurso Internacional – Primavera                   | Contos                                        | O navio fantasma (publicado na antologia Outras Águas, da Edições Agiraldo ) | 4º Lugar          | [ 22 ]               |
| 2012 | Concurso Excelência Médica da Academia Mineira de Medicina | Livro Médico-Literário                        | O Enigma do Fogo Sagrado ─ Livro I: A Irmandade da Rosa Branca               | Venceu            | [ 23 ]               |
| 2013 | Prêmio Latino-Americano de Excelência                      | Excelência Artística e Poética                | Conjunto da obra                                                             | Venceu            | [ 24 ]               |
| 2015 | Concurso Excelência Médica da Academia Mineira de Medicina | Livro Médico-Literário                        | Guia de Emergências Traumáticas e Clínicas                                   | 4º Lugar          | [ 25 ]               |

### Honrarias
- 2007 - Diploma de Honra ao Mérito Prof. Edison Oliveira Martho, da prefeitura de Itapeva[26][27][28] por “serviços relevantes prestados ao município”[1][29].
- 2014 – Consagrado com o título de “Imortal da Academia de Letras do Brasil (Seccional Araraquara)”[7]